# Vladika

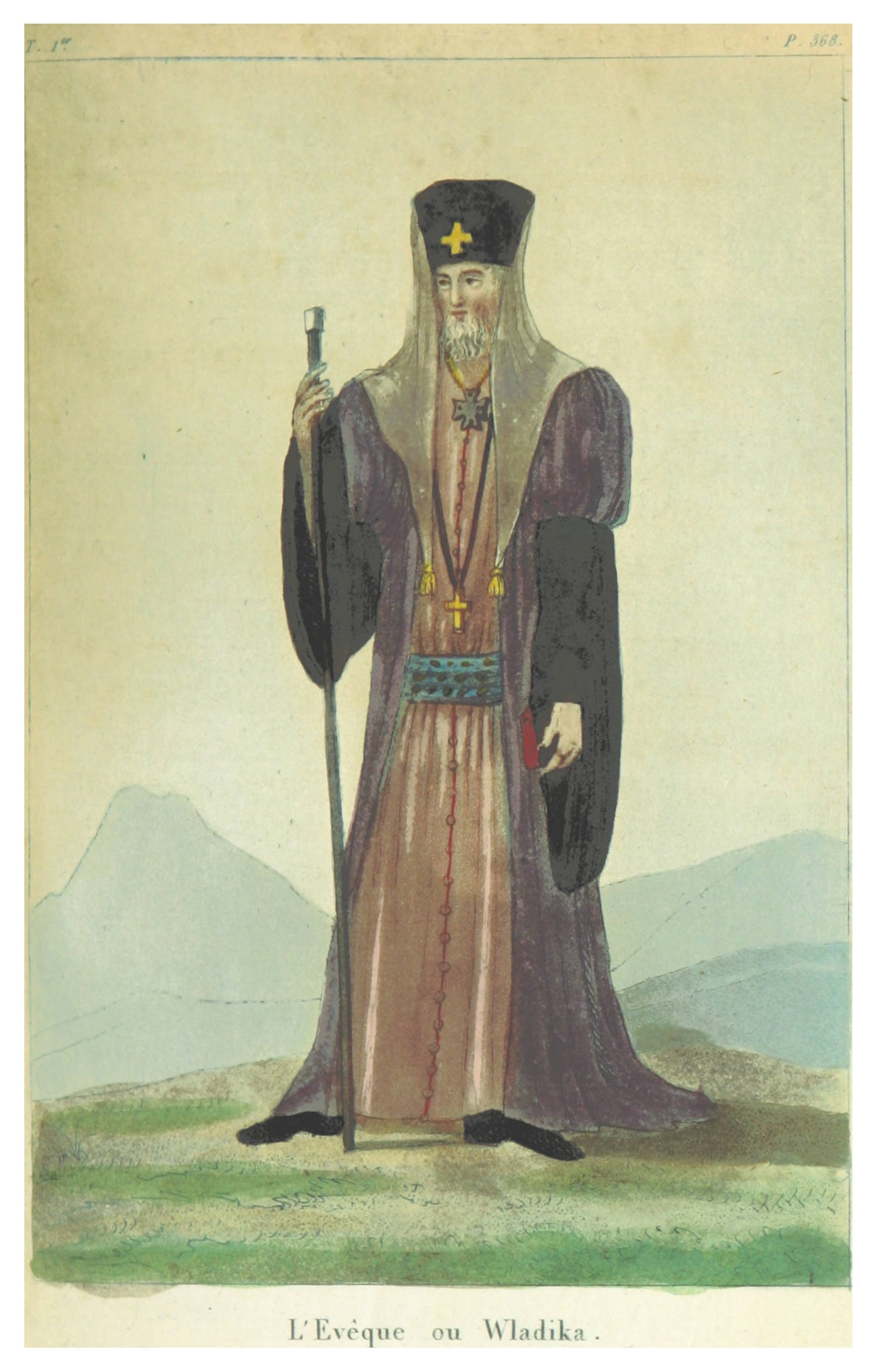
Bispo Petar I. Petrovic (1747–1830), conforme retratado em
L'Evêque ou Wladika

Vladika ou Wladika (em sérvio:  владика) é um título eslavo de bispos na Igreja Católica Oriental e na Igreja Ortodoxa. No eslavo eclesiástico antigo, o significado da palavra pode ser considerado equivalente ao título Dom em português.
Do início do século XVI até meados do século XIX, em Montenegro, o título se referia ao bispo de Cetinje, que também serviu como líder espiritual e príncipe do Principado-Bispado de Montenegro.